# Brissago-Valtravaglia
Brissago Valtravaglia (Brissagh in dialetto varesotto, AFI: [briˈsɑːk]) è un comune italiano di 1 304 abitanti della provincia di Varese in Lombardia.
Fa parte della Comunità Montana Valli del Verbano.

## Storia
La Valtravaglia, di cui fanno parte interamente le frazioni Roggiano e Piano, è stata colonizzata dall'uomo in epoca preistorica: i primi abitanti erano cacciatori, agricoltori e pescatori.
Il primo ordinamento comunale noto risale al XIII secolo: in quel tempo il Ducato di Milano era suddiviso in comitati, a loro volta divisi in pievi. I comuni autonomi di Brissago e Roggiano risultavano inseriti nella pieve di Val Travaglia.
In età napoleonica Brissago venne brevemente accorpato a Mesenzana.
Nel XX secolo il territorio comunale è stato più volte ridefinito: il 1º dicembre 1927 il Regio Decreto n. 2343 autorizzò la fusione dei comuni di Brissago, Roggiano (che dal 1864 aveva assunto il nome Roggiano Valtravaglia) e Mesenzana nel nuovo comune di Brissago Valtravaglia. Tale fusione venne voluta dalle amministrazioni locali principalmente per motivi economici. Il 30 maggio 1953 il Decreto del presidente della Repubblica n. 482 rivide tale decisione ricostituendo in comune autonomo la frazione di Mesenzana.
Il 7 ottobre 1944, durante un’operazione repressiva condotta dalla Guardia Nazionale Repubblicana contro i partigiani della formazione "Lazzarini", quattro donne e diciotto combattenti vennero catturati a Brissago nel loro nascondiglio (un cascinale in località Gera); dodici partigiani furono immediatamente avviati alla fucilazione, quattro sul posto, cinque in centro a Brissago e tre a Varese all'Ippodromo Le Bettole.

### Simboli
Lo stemma comunale, adottato con deliberazione podestarile del 28 maggio 1929, concesso l'anno seguente con regio decreto del 12 febbraio 1930, presenta la seguente blasonatura:
Il gonfalone, concesso con DPR dell'11 dicembre 1997, è un drappo rettangolare di verde.

## Monumenti e luoghi d'interesse
All'interno della chiesa di San Giorgio del XVI secolo, è possibile ammirare un antico affresco del 1522 raffigurante la Crocifissione ad opera di Guglielmo Jotti, artista che operava nella zona dell'alto varesotto.

## Società
Il territorio comunale include il capoluogo Brissago e le frazioni di Monte San Michele, Motto Inferiore, Motto Superiore, Novello, Piano e Roggiano (già comune autonomo, annesso nel 1927)

### Evoluzione demografica
- 281 nel 1805
- annessione a Mesenzana nel 1809
- 401 nel 1853
- 503 nel 1871
- 577 nel 1901
- 622 nel 1921

Abitanti censiti